# Chelodina expansa
Chelodina expansa is een schildpad uit de familie slangenhalsschildpadden (Chelidae).

## Naam en indeling
De wetenschappelijke naam van de soort werd voor het eerst voorgesteld door John Edward Gray in 1857.  Later werd de wetenschappelijke naam Macrochelodina expansa gebruikt, waardoor de verouderde wetenschappelijke naam in de literatuur wordt vermeld. De soortaanduiding expansa betekent vrij vertaald 'verbreed' en slaat op het breder worden van het rugschild naar de achterzijde toe.

## Uiterlijke kenmerken
Het is van alle Australische slangenhalsschildpadden de grootste soort, de schildpad kan een schildlengte bereiken tot 48 centimeter en een gewicht tot 10 kilogram. Door de lange nek en staart doet het dier veel groter aan, stekeltjes op de nek ontbreken in tegenstelling tot verwante soorten. Het rugschild of carapax is relatief plat en wordt breder aan de achterzijde. Het buikschild of plastron is relatief smal.
De kop is breed en afgeplat, de kleine ogen zijn zeer ver naar voren op de kop geplaatst. Onder de keel zijn twee -in sommige gevallen vier- kleine baarddraden aanwezig. De kleur van het schild is groen tot bruin, jongere exemplaren hebben een net-achtige tekening. De kop en poten zijn grijs tot bruin van kleur, de onderzijde is lichter van kleur. De schildpad heeft vier muskusklieren aan het buikschild, twee aan de voor- en twee aan de achterzijde. Hieruit kan een melk-achtige, stinkende afscheiding worden afgegeven bij bedreiging.

## Verspreiding en habitat
Chelodina expansa is endemisch in Australië en komt hier voor in de staten New South Wales, Queensland, Victoria en Zuid-Australië. De schildpad komt ook voor op Fraser Island, waar het dier vermoedelijk door toedoen van de mens is gekomen.
De habitat bestaat uit grotere en diepere wateren zoals rivieren. De meeste slangenhalsschildpadden komen voor in wateren die weleens opdrogen maar deze soort leeft alleen in permanente wateren. De habitat bestaat uit ondiepe, langzaam stromende wateren zoals rivieren en moerassen.

## Levenswijze
Chelodina expansa is een carnivoor, op het menu staan vissen, kreeftachtigen en tweekleppigen. De schildpad graaft zich in in de modder of de bladerlaag op de bodem van het water en wacht in een hinderlaag op een prooidier. De schildpad zwemt niet maar wandelt over de bodem met een uitgestrekte nek om adem te halen.
De vrouwtjes zetten tussen de vijf en de dertig eieren af die wit van kleur zijn en soms tot een kilometer van de leefomgeving worden afgezet. De eieren zijn langwerpig van vorm en zijn 25 millimeter breed en 35 mm lang. De eieren hebben een extreem lange incubatietijd van meestal ongeveer 6,5 maanden maar dit kan oplopen tot een jaar en tien maanden. Dit gebeurt alleen als de ontwikkelingsomstandigheden voor de eieren ongunstig zijn.